# Anton P. de Graaff
Anthonie Peter (Ton) de Graaff, (Amsterdam, 12 april 1928 – Waalwijk, 4 januari 2008) was een Nederlandse schrijver. 
De auteur, die van maart 1949 tot begin oktober 1950 zelf uitgezonden was naar het toenmalige Nederlands-Indië als sergeant-gewondenverzorger van het 425ste Bataljon Infanterie, heeft twintig boeken geschreven over de problematiek van de (vooral dienstplichtige) militairen die in de jaren na de Tweede Wereldoorlog naar Nederlands-Indië werden gezonden tijdens de politionele acties. 
Het bekendst werd zijn boek De heren worden bedankt, met in totaal zeven drukken. 
Met zijn boeken was De Graaff een spreekbuis geworden voor veel Indiëveteranen en stelde hij misstanden aan de kaak die Nederlandse soldaten destijds en als veteraan overkwamen.
In 1995 leidde een "verzoeningsreis" van hem naar Indonesië waarbij ook met voormalige vijanden gesproken werd, tot commotie onder Indiëveteranen.
In 2000 werd De Graaff benoemd tot Ridder in de orde van Oranje Nassau. Voor zijn boeken kreeg hij van het Ministerie van Defensie in 2007 de Kolonel J.L.H.A. Antoni Waardering uitgereikt.
De Graaff overleed op 4 januari 2008 aan een herseninfarct. Hij werd 79 jaar.
Zijn 19e boek (Eindelijk erkenning) verscheen in het voorjaar van 2008. 
Zijn 20e en laatste boek, waarvan bij zijn overlijden pagina 56 in de typemachine bleef steken, is alsnog uitgegeven in januari 2009. De titel hiervan is: Vaarwel, kameraad!

## Werken
- De heren worden bedankt: met het vergeten leger in Indië, 1949-1950. 1986. ISBN 9061354102
- De weg terug: het vergeten leger toen en nu. 1988. ISBN 9051940033
- Brieven uit het veld: het vergeten leger thuis. 1989. ISBN 9051940300
- De heren worden bedankt; De weg terug; Brieven uit het veld. 1990. ISBN 9051940424 (een hardcover bundel van De Graaffs eerste drie boeken)
- Met de T.N.I. op stap: de laatste patrouille van het vergeten leger. 1991. ISBN 9051940653
- Notities van een soldaat: het dagboek van soldaat A.A. van der Heiden. 1994. ISBN 905194117X
- Zeg, Hollands soldaat… 1995. ISBN 9051941374
- Merdeka. 1995. ISBN 9051941498
- Vertel het je kinderen, veteraan! 1999. ISBN 9051941935
- Levenslang op patrouille. 2000. ISBN 9051942028
- De laatste patrouille. 2001. ISBN 9051942168
- Op patrouille in blessuretijd. 2001. ISBN 9051942362
- Indië-veteraan ben je levenslang. 2002. ISBN 9051942559
- Indië blijft ons bezighouden. 2003. ISBN 9051942664
- Indië vergeet je nooit! 2004. ISBN 9051942699
- Indië bepaalde ons leven. 2004. ISBN 9051942710
- Indonesië als eindstation. 2005. ISBN 9051942761
- Leven in twee werelden. 2007. ISBN 9051942990
- Indië blijft onze denkwereld. 2007. ISBN 9051943016
- Eindelijk erkenning. 2008. ISBN 905194330X
- Vaarwel, kameraad! 2009. ISBN 9051943407